# Afranio Annibaliano
Afranio Annibaliano (in latino: Afranius Hannibalianus; fl. 286-298) è stato un politico e generale romano di età imperiale, imparentato con la dinastia costantiniana.

## Biografia
Sposò Eutropia, che in seguito lo lasciò per sposare l'imperatore Massimiano, da cui ebbe Teodora, moglie di Costanzo Cloro; tra i suoi discendenti due ebbero il suo nome, l'Annibaliano figlio di Costanzo e Teodora e il loro nipote Annibaliano.
Annibaliano iniziò la sua carriera militare come comandante dell'esercito sotto l'imperatore Probo. Divenne prefetto del pretorio nel 286, e tenne questa carica almeno fino al 292, quando divenne console assieme a Giulio Asclepiodoto. Intorno al 287/288 fu vittorioso sui barbari, come testimonia un panegirico composto in occasione del matrimonio di Massimiano con Eutropia. Nel 297/298 fu praefectus urbi di Roma.